# Saplunara
Saplunara este o arie protejată (sit de importanță comunitară — SCI) din Croația întinsă pe o suprafață de 127,69 ha, integral pe uscat.

## Localizare
Centrul sitului Saplunara este situat la coordonatele 42°41′38″N 17°44′41″E / 42.693835°N 17.744697°E.

## Înființare
Situl Saplunara a fost declarat sit de importanță comunitară în iulie 2013 pentru a proteja un număr necunoscut de specii din flora spontană și fauna sălbatică aflate în arealul zonei.

## Biodiversitate
Situată în ecoregiunea mediteraneană, aria protejată conține 2 habitate naturale: Dune mobile cu vegetație embrionară, Păduri de pin mediteraneene cu pini mezogeni endemici.
La baza desemnării sitului se află un număr nedeclarat de specii protejate.
Pe lângă speciile protejate, pe teritoriul sitului au mai fost identificate 10 specii de plante.